# Molto amore
Molto amore è un singolo del cantautore italiano Diodato, pubblicato il 28 giugno 2024.

## Descrizione
Il brano è stato scritto e composto dallo stesso cantautore durante il suo tour in Brasile, che ha anche curato la produzione con Tommaso Colliva.

## Video musicale
Il video musicale è stato pubblicato in concomitanza all'uscita del brano attraverso il canale YouTube del cantautore ed è stato girato durante il suo tour in Brasile.

## Tracce
Testi e musiche di Antonio Diodato.
1. Molto amore – 2:55